# Британская почта в Ираке
Британская почта в Ираке — почтовая служба, организованная военной администрацией Великобритании в 1918—1923 годах на оккупированной в Первую мировую войну территории Ирака, который находился под властью Османской империи. Для оккупированного Ирака эмитировались особые почтовые и служебные марки с надпечаткой англ. «Iraq in British Occupation» («Ирак под британской оккупацией»).

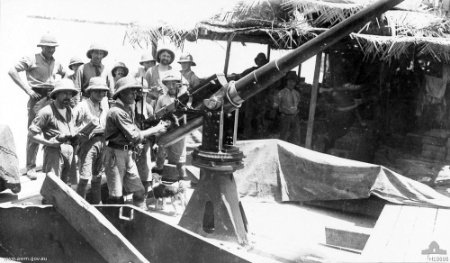
Группа оккупационного британского корпуса управляет установленной на барже противовоздушной пушкой. Ирак (Месопотамия), 1917—1918

## Организация почты и выпуски марок
После захвата в 1917—1918 годах Ирака (Месопотамии), который являлся частью Османской империи, британские и индийские экспедиционные силы ввели там оккупационный режим. В 1917 году для почтовых нужд оккупационной администрации в Багдаде издавались особые марки с надпечатками на марках Османской империи, которые включали надпись «Baghdad in Britisch occupation» («Багдад под британской оккупацией») и новый номинал в индийской валюте.
Сразу после багдадского выпуска возникли планы по изданию аналогичных знаков почтовой оплаты для всей иракской территории, которые наконец поступили в обращение 1 сентября 1918 года. Это были марки Турции 1914 года выпуска с надпечатками надписи на английском языке «Iraq in British Occupation» («Ирак под британской оккупацией») и новых номиналов в индийской валюте. Таким образом, в течение 1918—1920 годов в Багдаде была введена в обращение общеиракская серия из 14 номиналов. В 1921 году дополнительно выходили ещё три надпечатанные марки, в 1922 году — ещё одна.
Интересно, что надпечатки производились той же английской фирмой Bradbury Wilkinson and Company, которая в 1914 году печатала турецкие марки. При этом последние были отпечатаны для оккупированного Ирака заново. Репринтные марки первоначально изготавливались на бумаге без водяных знаков, но позднее некоторые номиналы были выполнены на бумаге с водяным знаком «Crown CA».
Кроме того, в 1920—1922 годах издавались оккупационные служебные марки. Они представляли собой марки с надпечаткой «On State Service» («На государственной службе»), сделанной поверх регулярных оккупационных выпусков 1918—1922 годов.
Всего, по данным каталог «Скотт», было выпущено 18 почтовых марок с надпечатками «Iraq in British Occupation» и 22 служебные с дополнительными надпечатками «On State Service».

## Филателистическая ценность
Марки, эмитированные для Ирака под британской оккупацией, оцениваются относительно недорого: от 25 центов до 100 долларов США — за негашёные и от 20 центов до 55 долларов — за гашёные экземпляры в зависимости от номинала и разновидности. Исключение составляют марки с ошибками печати, оцениваемые ныне в каталоге «Скотт» (2006) следующим образом:
- Перевёрнутая надпечатка (Sc #N32a) — $4000 (за чистый экземпляр);
- Двойная надпечатка (Sc #N33a) — $2100 (за чистый экземпляр);
- Перевёрнутый центр (Sc #N34a) — $12 000 (за гашёный экземпляр).